# Prva savezna liga Jugoslavije u nogometu 1981./82.
Prvenstvo Jugoslavije u nogometu za sezonu 1981./82. bilo je pedeset i treće po redu najviše nogometno natjecanje u Jugoslaviji, trideset i šesto poslijeratno, koje je započelo 26. srpnja 1981. i završilo 2. svibnja 1982.

Prvak je postao hrvatski klub, NK Dinamo Zagreb, koji je osvojio svoj četvrti naslov.

Najbolji strijelac bio je Snješko Cerin iz zagrebačkog Dinama s 19 golova.
Ukupan broj gledatelja bio je 2.459.202.

## Sustav natjecanja
Igralo se u dvije faze. Momčadi su međusobno igrale dvokružni ligaški sustav. Igrala se po jedna utakmica na domaćem i gostujućem terenu.  Prvakom je postala momčad koja je sakupila najviše bodova u skupini za prvaka (pobjeda = 2 boda, neodlučeni ishod = 1 bod, poraz = bez bodova).
Pravila koje su određivala poredak na ljestvici su bila: 1) broj osvojenih bodova, 2) gol-razlika, 3) veći broj postignutih golova, 4) baraž

## Formiranje lige
U obzir ulazi 16 najbolje plasiranih iz prethodne sezone, plus pobjednici dviju skupina Druge savezne lige 1980./81.
- Iz Prve savezne lige natjecali su se Crvena zvezda, Hajduk Split, Radnički Niš, Sloboda Tuzla, Dinamo Zagreb, Budućnost, Rijeka, Partizan, Velež Mostar, Vojvodina, Vardar Skoplje, Olimpija Ljubljana, Sarajevo, Željezničar, OFK Beograd i Zagreb
- Iz Druge savezne lige: Osijek (pobjednik zapadne skupine) i Teteks Tetovo (pobjednik istočne skupine)

## Sudionici
| Slovenija       | Hrvatska                                             | Bosna i Hercegovina                                    | Srbija           | Srbija                                                          | Srbija  | Crna Gora       | Makedonija                |
| Slovenija       | Hrvatska                                             | Bosna i Hercegovina                                    | Vojvodina        | Središnja Srbija                                                | Kosovo  | Crna Gora       | Makedonija                |
| --------------- | ---------------------------------------------------- | ------------------------------------------------------ | ---------------- | --------------------------------------------------------------- | ------- | --------------- | ------------------------- |
| - Olimpija (LJ) | - Dinamo (Z) - Hajduk (S) - Osijek - Rijeka - Zagreb | - Sarajevo - Sloboda (T) - Velež (M) - Željezničar (S) | - Vojvodina (NS) | - OFK Beograd - Crvena zvezda (B) - Partizan (B) - Radnički (N) | - nitko | - Budućnost (T) | - Teteks (T) - Vardar (S) |

- OFK Beograd, Beograd
- FK Budućnost, Titograd
- FK Crvena zvezda, Beograd
- NK Dinamo, Zagreb
- NK Hajduk, Split
- NK Olimpija, Ljubljana
- NK Osijek, Osijek
- FK Partizan, Beograd
- FK Radnički Niš, Niš
- NK Rijeka, Rijeka
- FK Sarajevo, Sarajevo
- FK Sloboda, Tuzla
- FK Teteks, Tetovo
- FK Vardar, Skoplje
- FK Velež, Mostar
- FK Vojvodina, Novi Sad
- NK Zagreb, Zagreb
- FK Željezničar, Sarajevo

## Sezona
U prvoj polovici prvog kola na vrhu su se izmjenjivale skupine sastavljene od brojnih momčadi: isprva su najkonstantniji bili Vojvodina (u vodstvu do četvrtog kola) i Osijek (od trećeg do šestog), a potom je preuzeo zagrebački Dinamo (koja je vratila svoj udio nakon remija u prva četiri susreta), a prednjačio je Partizan, koji je nakon uspjeha u izravnom okršaju sa Željezničarom 20. rujna postao prva momčad koja je samostalno preuzela vodstvo na ljestvici. . Od jedanaestog kola ove dvije momčadi počele su se izmjenjivati na vrhu ljestvice, ali nakon što ih je oko tri tjedna u Partizanu zamijenila Crvena zvezda, u posljednjem kolu prije zimske stanke uspjeli su preuzeti usamljenu komandu na poretku, preselivši se na +2 zagrebačkog Dinama je +4 iz skupine od tri momčadi u kojoj je i Sloboda Tuzla.
U nastavku turnira Crvena zvezda je zadržala vodstvo na ljestvici, unatoč domaćem porazu od Željezničara; izgubivši izravni okršaj na Maksimiru 28. veljače, momčad će ostaviti zeleno svjetlo zagrebačkom Dinamu. Zahvaljujući nizu od trinaest uzastopnih korisnih rezultata (stegnutih kroz 11 pobjeda i 2 remija), Hrvati su krenuli i tri utakmice od kraja stigli sa šest bodova prednosti ispred Zvezde. Unatoč jasnom porazu od niškog Radničkog, istodobni poraz Crvene zvezde od Osijeka omogućio je Hrvatima da osiguraju svoj drugi naslov državnog prvaka s dvije utakmice do kraja. Ujedno su definirane i presude UEFA zone, u kojoj su se kvalificirali Hajduk Split i Crvena zvezda: naknadna pobjeda potonjeg u nacionalnom kupu i posljedična kvalifikacija za Kup pobjednika kupova omogućit će Sarajevu da se kvalificira. Također, pretposljednjeg dana odlučen je i rezultat zone ispadanja, čime su u drugu ligu ispali Teteks i NK Zagreb, koji su se gotovo cijelo prvenstvo izmjenjivali na posljednjem mjestu.

## Ljestvica
| mj.     | klub               | ut. | pob. | ner. | por. | gol+ | gol- | gr  | bod |
| ------- | ------------------ | --- | ---- | ---- | ---- | ---- | ---- | --- | --- |
| 1.      | Dinamo Zagreb      | 34  | 20   | 9    | 5    | 67   | 32   | +35 | 49  |
| 2.      | Crvena zvezda      | 34  | 17   | 10   | 7    | 68   | 40   | +28 | 44  |
| 3.      | Hajduk Split       | 34  | 17   | 10   | 7    | 53   | 31   | +22 | 44  |
| 4.      | Sarajevo           | 34  | 16   | 7    | 11   | 57   | 54   | +3  | 39  |
| 5.      | Željezničar        | 34  | 16   | 6    | 12   | 52   | 37   | +15 | 38  |
| 6.      | Partizan           | 34  | 14   | 9    | 11   | 40   | 31   | +11 | 37  |
| 7.      | Velež Mostar       | 34  | 13   | 10   | 11   | 49   | 40   | +9  | 36  |
| 8.      | Budućnost          | 34  | 13   | 8    | 13   | 47   | 44   | +3  | 34  |
| 9.      | Olimpija Ljubljana | 34  | 9    | 15   | 10   | 39   | 38   | +1  | 33  |
| 10.     | Vojvodina          | 34  | 12   | 8    | 14   | 48   | 48   | 0   | 32  |
| 11.     | Radnički Niš       | 34  | 12   | 8    | 14   | 37   | 44   | –7  | 32  |
| 12.     | Rijeka             | 34  | 11   | 10   | 13   | 39   | 54   | –15 | 32  |
| 13.     | Sloboda Tuzla      | 34  | 9    | 13   | 12   | 36   | 44   | –8  | 31  |
| 14.     | Vardar Skoplje     | 34  | 12   | 6    | 16   | 43   | 51   | –8  | 30  |
| 15.     | OFK Beograd        | 34  | 9    | 12   | 13   | 33   | 41   | –8  | 30  |
| 16.     | Osijek             | 34  | 9    | 11   | 14   | 36   | 37   | –1  | 29  |
| 17.     | Teteks Tetovo      | 34  | 8    | 7    | 19   | 31   | 68   | –37 | 23  |
| 18.     | Zagreb             | 34  | 7    | 5    | 22   | 27   | 68   | –41 | 19  |
|         |                    |     |      |      |      |      |      |     |     |
| Izvori: |                    |     |      |      |      |      |      |     |     |

|  | Dinamo Zagreb je prvak Jugoslavije i plasirao se na Kup prvaka 1982./83.                        |
|  | Hajduk Split i Sarajevo plasirali su se na Kup UEFA 1982./83.                                   |
|  | Crvena zvezda osvaja Kup Jugoslavije i plasirala se na Europski kup pobjednika kupova 1982./83. |
|  | Teteks Tetovo i Zagreb ispali su u Drugu saveznu ligu                                           |

## Rezultati
| 1981./82. | 1981./82.          | DIN | C.Z | HAJ | SAR | ŽEL | PAR | VEL | BUD | OLI | VOJ | R.N | RIJ | SLO | VAR | OFK | OSI | TET | ZAG |
| 1.        | Dinamo Zagreb      |     | 3:0 | 0:0 | 3:2 | 2:0 | 1:0 | 4:2 | 1:0 | 2:2 | 3:0 | 2:0 | 2:0 | 4:0 | 3:2 | 0:0 | 1:0 | 4:0 | 7:0 |
| 2.        | Crvena zvezda      | 2:2 |     | 2:1 | 5:1 | 1:2 | 1:0 | 0:0 | 1:1 | 2:2 | 2:3 | 3:0 | 4:1 | 2:2 | 4:0 | 4:1 | 2:1 | 3:2 | 3:2 |
| 3.        | Hajduk Split       | 1:2 | 1:0 |     | 1:4 | 2:0 | 3:0 | 0:3 | 2:1 | 3:1 | 0:0 | 1:1 | 2:0 | 2:1 | 2:0 | 1:4 | 4:1 | 7:0 | 4:0 |
| 4.        | Sarajevo           | 2:3 | 2:1 | 1:0 |     | 2:1 | 0:0 | 4:1 | 2:1 | 1:0 | 1:0 | 3:2 | 6:1 | 1:4 | 3:1 | 1:1 | 0:0 | 4:1 | 0:0 |
| 5.        | Željezničar        | 3:1 | 0:0 | 1:2 | 4:1 |     | 0:1 | 2:0 | 3:1 | 1:1 | 2:1 | 4:0 | 1:2 | 1:1 | 4:2 | 2:0 | 1:0 | 6:0 | 2:0 |
| 6.        | Partizan           | 0:0 | 1:4 | 2:3 | 0:0 | 1:0 |     | 4:1 | 0:0 | 0:0 | 2:0 | 1:0 | 1:0 | 7:2 | 1:0 | 1:0 | 1:0 | 4:0 | 2:0 |
| 7.        | Velež Mostar       | 1:0 | 2:4 | 1:1 | 4:0 | 1:1 | 0:0 |     | 1:0 | 3:0 | 1:0 | 2:1 | 4:1 | 0:0 | 0:0 | 2:0 | 4:1 | 2:0 | 5:1 |
| 8.        | Budućnost          | 1:0 | 1:1 | 0:0 | 1:0 | 0:1 | 1:3 | 2:0 |     | 4:2 | 3:1 | 2:0 | 2:2 | 2:0 | 2:0 | 4:2 | 3:2 | 4:2 | 4:0 |
| 9.        | Olimpija Ljubljana | 2:2 | 0:3 | 1:1 | 4:1 | 3:0 | 3:1 | 1:1 | 2:0 |     | 2:1 | 2:2 | 3:0 | 0:0 | 1:1 | 1:0 | 0:0 | 3:0 | 2:0 |
| 10.       | Vojvodina          | 3:1 | 0:2 | 0:0 | 4:1 | 2:0 | 4:3 | 0:3 | 2:0 | 2:0 |     | 4:0 | 1:1 | 4:1 | 4:3 | 1:0 | 1:1 | 1:1 | 4:1 |
| 11.       | Radnički Niš       | 3:0 | 2:0 | 0:0 | 2:4 | 2:0 | 1:0 | 1:1 | 5:1 | 1:0 | 1:1 |     | 1:0 | 1:1 | 2:1 | 1:0 | 1:0 | 0:0 | 1:0 |
| 12.       | Rijeka             | 2:2 | 0:0 | 1:1 | 2:1 | 3:1 | 1:0 | 3:2 | 0:0 | 0:0 | 1:1 | 5:4 |     | 0:1 | 1:0 | 2:0 | 3:1 | 2:2 | 2:0 |
| 13.       | Sloboda Tuzla      | 1:1 | 2:2 | 0:1 | 0:1 | 0:4 | 3:1 | 1:1 | 3:0 | 0:0 | 3:0 | 0:0 | 2:0 |     | 1:1 | 2:0 | 1:0 | 2:0 | 1:1 |
| 14.       | Vardar Skoplje     | 0:3 | 1:2 | 0:1 | 3:2 | 3:0 | 1:1 | 1:0 | 2:1 | 2:0 | 2:1 | 2:0 | 2:0 | 1:0 |     | 1:1 | 1:2 | 3:1 | 3:0 |
| 15.       | OFK Beograd        | 0:0 | 2:2 | 2:2 | 1:1 | 0:0 | 1:0 | 3:1 | 1:3 | 0:0 | 3:1 | 0:0 | 0:1 | 1:0 | 0:2 |     | 3:2 | 1:0 | 4:2 |
| 16.       | Osijek             | 1:2 | 2:0 | 1:1 | 1:1 | 0:0 | 1:1 | 0:0 | 0:0 | 0:0 | 1:0 | 2:1 | 4:0 | 2:0 | 5:0 | 0:0 |     | 2:1 | 2:1 |
| 17.       | Teteks Tetovo      | 1:4 | 0:3 | 1:0 | 2:3 | 1:2 | 0:0 | 2:0 | 2:1 | 3:1 | 1:1 | 2:0 | 2:1 | 1:1 | 0:0 | 0:1 | 1:0 |     | 1:0 |
| 18.       | Zagreb             | 1:2 | 0:3 | 0:3 | 0:1 | 1:2 | 0:1 | 2:0 | 1:1 | 1:0 | 2:0 | 0:2 | 1:1 | 2:0 | 3:2 | 1:1 | 2:1 | 2:1 |     |

| 1. kolo 26. 7. 1981. Vojvodina – Radnički 4:0 (3:0) Partizan – Zagreb 2:0 (1:0) Rijeka – Sarajevo 2:1 (1:0) Osijek – Teteks 2:1 (1:0) Olimpija – Sloboda 0:0 Vardar – Hajduk 0:1 (0:0) Željezničar – Crvena zvezda 0:0 Dinamo – OFK Beograd 0:0 29. 7. 1981. Velež – Budućnost 1:0 (0:0) 2. kolo 1. 8. 1981. OFK Beograd – Velež 3:1 (1:1) Zagreb – Rijeka 1:1 (1:1) 2. 8. 1981. Crvena zvezda – Dinamo 2:2 (1:0) Hajduk – Željezničar 2:1 (0:1) Sloboda – Vardar 1:1 (0:0) Teteks – Olimpija 3:1 (2:1) Sarajevo – Osijek 0:0 Vojvodina – Partizan 4:3 (1:1) 5. 8. 1981. Radnički – Budućnost 5:1 (1:1) 3. kolo 8. 8. 1981. Velež – Crvena zvezda 2:4 (1:3) 9. 8. 1981. Rijeka – Vojvodina 1:1 (0:1) Osijek – Zagreb 2:1 (2:0) Olimpija – Sarajevo 4:1 (3:0) Vardar – Teteks 3:1 (1:1) Željezničar – Sloboda 1:1 (0:0) Dinamo – Hajduk 0:0 Budućnost – OFK Beograd 4:2 (3:1) 12. 8. 1981. Partizan – Radnički 1:0 (0:0) 4. kolo 14. 8. 1981. Zagreb – Olimpija 1:0 (1:0) 16. 8. 1981. Hajduk – Velež 0:3 (par-forfe, slučaj "Mirko Petrov", rezultat je bio 2:1 za Hajduk) Radnički – OFK Beograd 1:0 (1:0) Crvena zvezda – Budućnost 1:1 (0:0) Sloboda – Dinamo 1:1 (1:0) Teteks – Željezničar 1:2 (0:1) Sarajevo – Vardar 3:1 (1:1) Vojvodina – Osijek 1:1 (0:1) Partizan – Rijeka 1:0 (0:0) 5. kolo 22. 8. 1981. Osijek – Partizan 1:1 (1:0) 23. 8. 1981. Rijeka – Radnički 5:4 (2:1) Olimpija – Vojvodina 2:1 (1:1) Vardar – Zagreb 3:0 (1:0) Željezničar – Sarajevo 4:1 (2:0) Dinamo – Teteks 4:0 (3:0) Velež – Sloboda 0:0 Budućnost – Hajduk 0:0 OFK Beograd – Crvena zvezda 2:2 (1:1) 6. kolo 29. 8. 1981. Rijeka – Osijek 3:1 (1:0) 30. 8. 1981. Radnički – Crvena zvezda 2:0 (1:0) Hajduk – OFK Beograd 1:4 (1:2) Sloboda – Budućnost 3:0 (1:0) Teteks – Velež 2:0 (2:0) Sarajevo – Dinamo 2:3 (0:2) Zagreb – Željezničar 1:2 (0:0) Vojvodina – Vardar 4:3 (3:1) Partizan – Olimpija 0:0 7. kolo 12. 9. 1981. Osijek – Radnički 2:1 (0:1) Olimpija – Rijeka 3:0 (0:0) Velež – Sarajevo 4:0 (1:0) Crvena zvezda – Hajduk 2:1 (2:1) 13. 9. 1981. Vardar – Partizan 1:1 (0:1) Željezničar – Vojvodina 2:1 (1:1) Dinamo – Zagreb 7:0 (3:0) Budućnost – Teteks 4:2 (1:0) OFK Beograd – Sloboda 1:0 (0:0) 8. kolo 17. 9. 1981. Sarajevo – Budućnost 2:1 (1:0) 19. 9. 1981. Sloboda – Crvena zvezda 2:2 (0:1) 20. 9. 1981. Radnički – Hajduk 0:0 Teteks – OFK Beograd 0:1 (0:1) Zagreb – Velež 2:0 (1:0) Vojvodina – Dinamo 3:1 (2:0) Partizan – Željezničar 1:0 (0:0) Rijeka – Vardar 1:0 (0:0) Osijek – Olimpija 0:0 9. kolo 23. 9. 1981. Olimpija – Radnički 2:2 (1:2) Vardar – Osijek 1:2 (0:1) Željezničar – Rijeka 1:2 (1:0) Dinamo – Partizan 1:0 (1:0) Velež – Vojvodina 1:0 (1:0) Budućnost – Zagreb 4:0 (1:0) Crvena zvezda – Teteks 3:2 (2:1) Hajduk – Sloboda 2:1 (0:1) 24. 9. 1981. OFK Beograd – Sarajevo 1:1 (1:0) 10. kolo 26. 9. 1981. Radnički – Sloboda 1:1 (1:1) Teteks – Hajduk 1:0 (1:0) Sarajevo – Crvena zvezda 2:1 (1:0) Partizan – Velež 4:1 (2:1) 27. 9. 1981. Zagreb – OFK Beograd 1:1 (0:1) Rijeka – Dinamo 2:2 (0:1) Osijek – Željezničar 0:0 Olimpija – Vardar 1:1 (0:1) 18. 10. 1981. Vojvodina – Budućnost 2:0 (1:0) 11. kolo 3. 10. 1981. Budućnost – Partizan 1:3 (1:2) Crvena zvezda – Zagreb 3:2 (2:1) 4. 10. 1981. Vardar – Radnički 2:0 (1:0) Željezničar – Olimpija 1:1 (1:0) Dinamo – Osijek 1:0 (1:0) Velež – Rijeka 4:1 (4:0) OFK Beograd – Vojvodina 3:1 (1:0) Hajduk – Sarajevo 1:4 (1:1) Sloboda – Teteks 2:0 (1:0) 12. kolo 10. 10. 1981. Sarajevo – Sloboda 1:4 (1:2) 11. 10. 1981. Radnički – Teteks 0:0 Zagreb – Hajduk 0:3 (0:1) Vojvodina – Crvena zvezda 0:2 (0:0) Partizan – OFK Beograd 1:0 (1:0) Rijeka – Budućnost 0:0 Osijek – Velež 0:0 Olimpija – Dinamo 2:2 (2:1) Vardar – Željezničar 3:0 (1:0) 13. kolo 24. 10. 1981. OFK Beograd – Rijeka 0:1 (0:0) Željezničar – Radnički 4:0 (3:0) 25. 10. 1981. Dinamo – Vardar 3:2 (3:0) Velež – Olimpija 3:0 (1:0) Budućnost – Osijek 3:2 (2:2) Crvena zvezda – Partizan 1:0 (1:0) Hajduk – Vojvodina 0:0 Sloboda – Zagreb 1:1 (1:1) Teteks – Sarajevo 2:3 (0:2) 14. kolo 28. 10. 1981. Radnički – Sarajevo 2:4 (0:1) Zagreb – Teteks 2:1 (1:0) Vojvodina – Sloboda 4:1 (3:0) Partizan – Hajduk 2:3 (1:2) Rijeka – Crvena zvezda 0:0 Osijek – OFK Beograd 0:0 Olimpija – Budućnost 2:0 (2:0) Željezničar – Dinamo 3:1 (1:1) 29. 10. 1981. Vardar – Velež 1:0 (0:0) 15. kolo 31. 10. 1981. Dinamo – Radnički 2:0 (1:0) Crvena zvezda – Osijek 2:1 (2:0) Hajduk – Rijeka 2:0 (0:0) 1. 11. 1981. Velež – Željezničar 1:1 (0:0) Budućnost – Vardar 2:0 (1:0) OFK Beograd – Olimpija 0:0 Sloboda – Partizan 3:1 (0:0) Teteks – Vojvodina 1:1 (1:0) Sarajevo – Zagreb 0:0 16. kolo 7. 11. 1981. Vojvodina – Sarajevo 4:1 (2:0) 8. 11. 1981. Rijeka – Sloboda 0:1 (0:0) Radnički – Zagreb 1:0 (0:0) Partizan – Teteks 4:0 (3:0) Osijek – Hajduk 1:1 (1:1) Olimpija – Crvena zvezda 0:3 (0:1) Vardar – OFK Beograd 1:1 (0:0) Željezničar – Budućnost 3:1 (1:0) Dinamo – Velež 4:2 (2:1) 17. kolo 14. 11. 1981. Budućnost – Dinamo 1:0 (1:0) 15. 11. 1981. Velež – Radnički 2:1 (1:0) OFK Beograd – Željezničar 0:0 Crvena zvezda – Vardar 4:0 (2:0) Hajduk – Olimpija 3:1 (2:0) Sloboda – Osijek 1:0 (0:0) Teteks – Rijeka 2:1 (2:1) Sarajevo – Partizan 0:0 Zagreb – Vojvodina 2:0 (0:0) | 18. kolo 13. 2. 1982. OFK Beograd – Dinamo 0:0 14. 2. 1982. Radnički – Vojvodina 1:1 (1:0) Zagreb – Partizan 0:1 (0:0) Sarajevo – Rijeka 6:1 (5:0) Teteks – Osijek 1:0 (0:0) Sloboda – Olimpija 0:0 Hajduk – Vardar 2:0 (1:0) Crvena zvezda – Željezničar 1:2 (1:1) Budućnost – Velež 2:0 (1:0) 19. kolo 20. 2. 1982. Željezničar – Hajduk 1:2 (1:1) 21. 2. 1982. Budućnost – Radnički 2:0 (1:0) Velež – OFK Beograd 2:0 (2:0) Dinamo – Crvena zvezda 3:0 (3:0) Vardar – Sloboda 1:0 (1:0) Olimpija – Teteks 3:0 (1:0) Osijek – Sarajevo 1:1 (0:0) Rijeka – Zagreb 2:0 (0:0) Partizan – Vojvodina 2:0 (0:0) 20. kolo 27. 2. 1982. Radnički – Partizan 1:0 (1:0) Crvena zvezda – Velež 0:0 Sarajevo – Olimpija 1:0 (1:0) 28. 2. 1982. Vojvodina – Rijeka 1:1 (1:0) Zagreb – Osijek 2:1 (1:1) Teteks – Vardar 0:0 Sloboda – Željezničar 0:4 (0:1) Hajduk – Dinamo 1:2 (0:2) OFK Beograd – Budućnost 1:3 (0:2) 21. kolo 6. 3. 1982. Osijek – Vojvodina 1:0 (1:0) 7. 3. 1982. OFK Beograd – Radnički 0:0 Budućnost – Crvena zvezda 1:1 (0:1) Velež – Hajduk 1:1 (1:0) Dinamo – Sloboda 4:0 (2:0) Željezničar – Teteks 6:0 (2:0) Vardar – Sarajevo 3:2 (2:2) Olimpija – Zagreb 2:0 (0:0) Rijeka – Partizan 1:0 (1:0) 22. kolo 10. 3. 1982. Radnički – Rijeka 1:0 (1:0) Vojvodina – Olimpija 2:0 (2:0) Zagreb – Vardar 3:2 (1:1) Sarajevo – Željezničar 2:1 (0:1) Sloboda – Velež 1:1 (0:1) Hajduk – Budućnost 2:1 (1:1) Crvena zvezda – OFK Beograd 4:1 (3:0) 11. 3. 1982. Partizan – Osijek 1:0 (0:0) Teteks – Dinamo 1:4 (0:1) 23. kolo 13. 3. 1982. Crvena zvezda – Radnički 3:0 (2:0) Olimpija – Partizan 3:1 (1:0) 14. 3. 1982. OFK Beograd – Hajduk 2:2 (1:2) Budućnost – Sloboda 2:0 (2:0) Velež – Teteks 2:0 (0:0) Dinamo – Sarajevo 3:2 (2:0) Željezničar – Zagreb 2:0 (0:0) Vardar – Vojvodina 2:1 (1:1) Osijek – Rijeka 4:0 (1:0) 24. kolo 20. 3. 1982. Vojvodina – Željezničar 2:0 (2:0) 21. 3. 1982. Radnički – Osijek 1:0 (0:0) Rijeka – Olimpija 0:0 Partizan – Vardar 1:0 (0:0) Zagreb – Dinamo 1:2 (0:1) Sarajevo – Velež 4:1 (2:1) Teteks – Budućnost 2:1 (0:1) Sloboda – OFK Beograd 2:0 (0:0) Hajduk – Crvena zvezda 1:0 (1:0) 25. kolo 24. 3. 1982. Hajduk – Radnički 1:0 (0:0) Crvena zvezda – Sloboda 2:2 (1:0) Velež – Zagreb 5:1 (2:0) Dinamo – Vojvodina 3:0 (2:0) Željezničar – Partizan 0:1 (0:1) Vardar – Rijeka 2:0 (1:0) Olimpija – Osijek 0:0 25. 3. 1982. OFK Beograd – Teteks 1:0 (0:0) Budućnost – Sarajevo 1:0 (1:0) 26. kolo 27. 3. 1982. Teteks – Crvena zvezda 0:3 (0:1) 28. 3. 1982. Radnički – Olimpija 1:0 (1:0) Osijek – Vardar 5:0 (1:0) Rijeka – Željezničar 3:1 (0:0) Partizan – Dinamo 0:0 Vojvodina – Velež 0:3 (0:1) Zagreb – Budućnost 1:1 (1:1) Sarajevo – OFK Beograd 1:1 (1:0) Sloboda – Hajduk 0:1 (0:0) 27. kolo 31. 3. 1982. Sloboda – Radnički 0:0 Hajduk – Teteks 7:0 (2:0) Crvena zvezda – Sarajevo 5:1 (5:0) Budućnost – Vojvodina 3:1 (2:0) Dinamo – Rijeka 2:0 (0:0) Željezničar – Osijek 1:0 (1:0) Vardar – Olimpija 2:0 (1:0) 1. 4. 1982. OFK Beograd – Zagreb 4:2 (0:1) Velež – Partizan 0:0 28. kolo 3. 4. 1982. Radnički – Vardar 2:1 (1:0) Rijeka – Velež 3:2 (1:1) 4. 4. 1982. Olimpija – Željezničar 3:0 (2:0) Osijek – Dinamo 1:2 (0:2) Partizan – Budućnost 0:0 Vojvodina – OFK Beograd 1:0 (1:0) Zagreb – Crvena zvezda 0:3 (0:1) Sarajevo – Hajduk 1:0 (0:0) Teteks – Sloboda 1:1 (0:1 29. kolo 10. 4. 1982. Crvena zvezda – Vojvodina 2:3 (1:0) Željezničar – Vardar 4:2 (1:1) 11. 4. 1982. Teteks – Radnički 2:0 (1:0) Sloboda – Sarajevo 0:1 (0:1) Hajduk – Zagreb 4:0 (4:0) OFK Beograd – Partizan 1:0 (0:0) Budućnost – Rijeka 2:2 (2:1) Velež – Osijek 4:1 (1:0) Dinamo – Olimpija 2:2 (1:1) 30. kolo 14. 4. 1982. Radnički – Željezničar 2:0 (0:0) Olimpija – Velež 1:1 (0:1) Osijek – Budućnost 0:0 Rijeka – OFK Beograd 2:0 (0:0) Partizan – Crvena zvezda 1:4 (1:1) Vojvodina – Hajduk 0:0 Zagreb – Sloboda 2:0 (1:0) Sarajevo – Teteks 4:1 (2:0) 15. 4. 1982. Vardar – Dinamo 0:3 (0:2) 31. kolo 17. 4. 1982. Sarajevo – Radnički 3:2 (2:2) Crvena zvezda – Rijeka 4:1 (1:1) Sloboda – Vojvodina 3:0 (2:0) 18. 4. 1982. Teteks – Zagreb 1:0 (0:0) Hajduk – Partizan 3:0 (2:0) OFK Beograd – Osijek 3:2 (1:1) Budućnost – Olimpija 4:2 (2:1) Velež – Vardar 0:0 Dinamo – Željezničar 2:0 (0:0 32. kolo 24. 4. 1982. Olimpija – OFK Beograd 1:0 (1:0) 25. 4. 1982. Radnički – Dinamo 3:0 (2:0) Željezničar – Velež 2:0 (0:0) Vardar – Budućnost 2:1 (0:0) Osijek – Crvena zvezda 2:0 (1:0) Rijeka – Hajduk 1:1 (0:1) Partizan – Sloboda 7:2 (4:1) Vojvodina – Teteks 1:1 (0:0) Zagreb – Sarajevo 0:1 (0:1) 33. kolo 28. 4. 1982. Sarajevo – Vojvodina 1:0 (1:0) Teteks – Partizan 0:0 Sloboda – Rijeka 2:0 (1:0) Hajduk – Osijek 4:1 (2:1) Crvena zvezda – Olimpija 2:2 (0:1) Budućnost – Željezničar 0:1 (0:0) Velež – Dinamo 1:0 (1:0 29. 4. 1982. OFK Beograd – Vardar 0:2 (0:1) Zagreb – Radnički 0:2 (0:1) 34. kolo 1. 5. 1982. Rijeka – Teteks 2:2 (1:0) 2. 5. 1982. Radnički – Velež 1:1 (0:1) Dinamo – Budućnost 1:0 (1:0) Željezničar – OFK Beograd 2:0 (0:0) Vardar – Crvena zvezda 1:2 (0:1) Olimpija – Hajduk 1:1 (1:0) Osijek – Sloboda 2:0 (1:0) Partizan – Sarajevo 0:0 Vojvodina – Zagreb 4:1 (2:1) |

## Prvaci
NK Dinamo Zagreb
trener: Miroslav Blažević
Igrači (odigrao utakmica/postigao pogodaka):
Marko Mlinarić (33/2)
Marijan Vlak (32/0) (vratar)
Snješko Cerin (31/19)
Petar Bručić (31/2)
Dragan Bošnjak (30/2)
Džemal Mustedanagić (29/0)
Velimir Zajec (28/1)
Zvjezdan Cvetković (26/3)
Milivoj Bračun (26/0)
Stjepan Deverić (25/11)
Zoran Panić (23/8)
Zlatko Kranjčar (17/12)
Ismet Hadžić (16/0)
Emil Dragičević (15/1)
Zlatan Arnautović (9/4)
Borislav Cvetković (9/1)
Željko Hohnjec (9/1)
Marin Kurtela (6/0)
Drago Dumbović (6/0)
Milan Ćalasan (4/0)
Zvonko Marić (3/0) (vratar)
Branko Devčić (3/0)
Mladen Munjaković (3/0)
Radimir Bobinac (2/0)
Davor Braun (2/0)
Čedo Jovićević (1/0)
Edward Krnčević (1/0)
Izvori:

## Statistika

### Ljestvica strijelaca
| Pl. | Ime             | Klub               | Pogodaka |
| --- | --------------- | ------------------ | -------- |
| 1.  | Snješko Cerin   | Dinamo Zagreb      | 19       |
| 2.  | Edin Bahtić     | Željezničar        | 17       |
| 3.  | Vasil Ringov    | Vardar Skoplje     | 16       |
| 3.  | Dušan Savić     | Crvena zvezda      | 16       |
| 5.  | Zlatko Vujović  | Hajduk Split       | 14       |
| 6.  | Vili Ameršek    | Olimpija Ljubljana | 12       |
| 6.  | Zlatko Kranjčar | Dinamo Zagreb      | 12       |
| 6.  | Predrag Pašić   | Sarajevo           | 12       |
| 9.  | Dušan Bajević   | Velež Mostar       | 11       |
| 9.  | Safet Sušić     | Sarajevo           | 11       |

## Poveznice
- Druga savezna liga 1981./82.
- Treći rang prvenstva Jugoslavije 1981./82.
- Kup maršala Tita 1981./82.

## Vanjske poveznice
- Dinamo Zagreb 1982.
- www.historical-lineups.com
  - Godišnjak
  - Klubovi
  - Statistika
- Eu-football.info